# Црква Преображења Господњег у Доњој Јошаници
Црква Преображења Господњег у Доњој Јошаници, насељеном месту на територији општине Блаце, припада Епархији нишкој Српске православне цркве. Црква је подигнута и освећена 2001. године и посвећена је Преображењу Господњем.
Храм је представља једнобродну базилику са олтарском апсидом и звоником на западној страни. Храм није живописан. Иконостас је осликан и рад је уметнице Надице Грбић из Блаца.